# توسل به نادانی
توسل به نادانی یا توسل به جهل (به لاتین: argumentum ad ignorantiam) مغالطه‌ای است که در آن شخص ادعا می‌کند که یک گزاره درست است به این دلیل که نقیض آن ثابت نشده‌است. از نظر منطق، هر قضیه در گام نخست نه درست است و نه نادرست و در گام دوم، باید درستی یا نادرستی آن تعیین شود. بی‌اطلاعی دربارهٔ درستی یک گزاره، نمی‌تواند درستی نقیض آن را نتیجه دهد.
ممکن است مغالطه‌گر در توسل به نادانی، از دلیل‌های پنهان استفاده کند؛ مانند این که چیزی که دلیل‌های کافی درباره‌اش وجود ندارد، نادرست است یا اگر دلیل‌های کافی برای اثبات قضیه‌ای وجود نداشته باشد، قضیهٔ دیگری درست انگاشته می‌شود.

## الگوی منطقی این مغلطه
X صحیح است، چون نمی‌توان ثابت کرد X اشتباه است.

X اشتباه است، چون نمی‌توان ثابت کرد X صحیح است.
این مغالطه با نام‌های دیگری هم شناخته می‌شود مانند مغالطه طلب برهان از مخالف یا انتقال بار اثبات (به انگلیسی:Shifting the Burden of Proof) که در آن مغالطه‌کار ادعایی را بدون استدلال مطرح می‌کند و از دیگران می‌خواهد که اگر کسی مخالف است، آن را ابطال نماید و دلیلی بر ضد آن ارائه دهد. مثال معروف آن زمانی است که از ملانصرالدین پرسیدند مرکز زمین کجاست. ملانصرالدین گفت: «همین‌جا که ایستاده‌ام». مردم گفتند: «چرا؟» گفت: «اگر باور ندارید، اندازه بگیرید!»

## مثال‌ها
۱- مقاله او باید دقیق و عالمانه باشد؛ زیرا تا کنون یک نقد و اعتراض علمی ندیده‌ام که به آن وارد شده باشد.
۲- فلان شخصیت دزد است؛ زیرا مدرکی برای دزد نبودن خودش ارائه نکرده‌است.
۳- تا به این لحظه، دانشمندان نتوانسته‌اند اثبات کنند چیزهای ماوراء الطبیعه وجود ندارد، پس حتماً چیزهای ماوراء الطبیعه وجود دارد.
۴- قوری راسل
۵- خدای حفره‌ها